# The Fleshtones
The Fleshtones sind eine seit 1976 aktive US-amerikanische Garage-Rock-Band aus New York, die ihre musikalischen Wurzeln im Rock ’n’ Roll der 1950er und 1960er Jahre hat.

## Bandgeschichte
1976 gründeten Sänger und Keyboarder Peter Zaremba, Gitarrist Keith Streng, Bassist Jan Marek Pakulski und Schlagzeuger Bill Milhizer die Fleshtones im New Yorker Stadtteil Queens. Mit dem Song American Beat erlangten sie erste Bekanntheit und kamen zu einem Plattenvertrag mit dem Label I.R.S. Records. Ihre erste EP Up-Front erschien 1980 und zwei Jahre später das Debütalbum Roman Gods. Damit schafften sie es auf Anhieb in die US-Albumcharts. Ein bereits 1978 aufgenommenes, aber nicht veröffentlichtes Album wurde nachgeschoben. Es folgten drei weitere Alben für I.R.S., von denen Hexbreaker als ihr bestes gilt, jedoch konnten sie den Erfolg des Debüts nicht wiederholen. Bekannt sind sie vor allem für ihre Konzerte und Live-Auftritte.
Seit 1987 veröffentlicht die Band weiter regelmäßig Alben bei wechselnden Labels. Daneben hatten die Mitglieder auch noch weitere Nebenprojekte, so zum Beispiel die Full Time Men von Keith Streng, bei denen R.E.M.-Gitarrist Peter Buck mitspielte. In der Anfangszeit wechselte auch mehrfach der Bassist und zeitweise gehörte auch ein Saxophonist zum Line-up. Seit 1990 gehört neben Zaremba, Streng und Milhizer als Bassist Ken Fox zur Besetzung der vierköpfigen Band.

## Diskografie

### Alben
- Roman Gods (1982)
- Blast Off! (1982)
- Hexbreaker (1983)
- Speed Connection (1985)
- Speed Connection II: The Final Chapter (1985)
- Fleshtones vs. Reality (1987)
- The Fleshtones: Living Legends (1989)
- Soul Madrid (1989)
- Powerstance! (1991)
- Forever Fleshtones (1993)
- Beautiful Light (1994)
- Angry Years 1984 - 1986 (1994)
- Laboratory of Sound (1995)
- Fleshtones Favorites (1997)
- Hitsburg USA! (1997)
- More Than Skin Deep (1998)
- Hitsburg Revisited (1999)
- Solid Gold Sound (2001)
- Do You Swing? (2003)
- Beachhead (2005)
- Take a Good Look (2008)
- The Band Drinks for Free (2016)

### Tributalbum
- Vindicated! A Tribute to the Fleshtones (2007)